# Campionati mondiali di sci alpino 2017
I Campionati mondiali di sci alpino 2017 si sono svolti in Svizzera, a Sankt Moritz, dal 6 al 19 febbraio. Il programma ha incluso gare di discesa libera, supergigante, slalom gigante, slalom speciale e combinata, tutte sia maschili sia femminili, e una gara a squadre mista.

## Assegnazione e impianti
La sede è stata decisa dal consiglio mondiale della FIS, riunito a Kangwon Land (Corea del Sud) il 31 maggio 2012, con una votazione a maggioranza: 12 voti a favore di Sankt Moritz, 3 a favore di Åre.
La località aveva già ospitato la rassegna iridata nel 1934, nel 1974 e nel 2003, oltre ai V Giochi olimpici invernali nel 1948, validi anche ai fini iridati. Le gare si sono disputate sulle piste Corviglia e Suvretta.

## Risultati

### Uomini

#### Discesa libera
| Pos. | Atleta                  | Nazione  | Tempo   |
| ---- | ----------------------- | -------- | ------- |
| 1    | Beat Feuz               | Svizzera | 1:38,91 |
| 2    | Erik Guay               | Canada   | 1:39,03 |
| 3    | Max Franz               | Austria  | 1:39,28 |
| 4    | Kjetil Jansrud          | Norvegia | 1:39,30 |
| 4    | Patrick Küng            | Svizzera | 1:39,30 |
| 6    | Aleksander Aamodt Kilde | Norvegia | 1:39,40 |
| 7    | Boštjan Kline           | Slovenia | 1:39,43 |
| 8    | Andreas Sander          | Germania | 1:39,47 |
| 9    | Peter Fill              | Italia   | 1:39,56 |
| 10   | Brice Roger             | Francia  | 1:39,73 |

Data: domenica 12 febbraio 2017

Ore: 13.30 (UTC+1)

Pista: Corviglia

Partenza: 2.840 m s.l.m.; arrivo: 2.040 m s.l.m.

Lunghezza: 3.050 m; dislivello: 800 m

Pendenza massima: 

Tracciatore: Hannes Trinkl (FIS)

#### Supergigante
| Pos. | Atleta                  | Nazione  | Tempo   |
| ---- | ----------------------- | -------- | ------- |
| 1    | Erik Guay               | Canada   | 1:25,38 |
| 2    | Kjetil Jansrud          | Norvegia | 1:25,83 |
| 3    | Manuel Osborne-Paradis  | Canada   | 1:25,89 |
| 4    | Aleksander Aamodt Kilde | Norvegia | 1:25,92 |
| 5    | Vincent Kriechmayr      | Austria  | 1:26,26 |
| 6    | Alexis Pinturault       | Francia  | 1:26,28 |
| 7    | Andreas Sander          | Germania | 1:26,35 |
| 8    | Carlo Janka             | Svizzera | 1:26,37 |
| 9    | Dominik Paris           | Italia   | 1:26,40 |
| 10   | Hannes Reichelt         | Austria  | 1:26,47 |

Data: mercoledì 8 febbraio 2017

Ore: 12.00 (UTC+1)

Pista: Engiadina

Partenza: 2.640 m s.l.m.; arrivo: 2.040 m s.l.m.

Lunghezza: 1.920 m; dislivello: 600 m

Pendenza massima: 

Tracciatore: Alberto Ghidoni (Italia)

#### Slalom gigante
| Pos. | Atleta               | Nazione  | Tempo   |
| ---- | -------------------- | -------- | ------- |
| 1    | Marcel Hirscher      | Austria  | 2:13,31 |
| 2    | Roland Leitinger     | Austria  | 2:13,56 |
| 3    | Leif Kristian Haugen | Norvegia | 2:14,02 |
| 4    | Henrik Kristoffersen | Norvegia | 2:14,07 |
| 5    | Philipp Schörghofer  | Austria  | 2:14,16 |
| 6    | Matts Olsson         | Svezia   | 2:14,24 |
| 7    | Alexis Pinturault    | Francia  | 2:14,29 |
| 8    | Justin Murisier      | Svizzera | 2:14,30 |
| 9    | Mathieu Faivre       | Francia  | 2:14,36 |
| 10   | Riccardo Tonetti     | Italia   | 2:14,47 |

Data: venerdì 17 febbraio 2017

1ª manche:
Ore: 9:45 (UTC+1)

Pista: Corviglia

Partenza: 2385 m s.l.m., arrivo: 2030 m s.l.m.

Dislivello: 355 m

Tracciatore: F. Perrin (Francia)
2ª manche:
Ore: 13:30 (UTC+1)

Pista: Corviglia

Partenza: 2385 m s.l.m., arrivo: 2030 m s.l.m.

Dislivello: 355 m

Tracciatore: J. Slivnik (Austria)

#### Slalom speciale
| Pos. | Atleta               | Nazione  | Tempo   |
| ---- | -------------------- | -------- | ------- |
| 1    | Marcel Hirscher      | Austria  | 1:34,75 |
| 2    | Manuel Feller        | Austria  | 1:35,43 |
| 3    | Felix Neureuther     | Germania | 1:35,68 |
| 4    | Henrik Kristoffersen | Norvegia | 1:35,79 |
| 5    | Aleksandr Chorošilov | Russia   | 1:35,80 |
| 6    | André Myhrer         | Svezia   | 1:35,85 |
| 7    | Marco Schwarz        | Austria  | 1:35,86 |
| 8    | Michael Matt         | Austria  | 1:35,99 |
| 9    | Stefano Gross        | Italia   | 1:36,15 |
| 10   | Štefan Hadalin       | Slovenia | 1:36,16 |

Data: domenica 19 febbraio 2017

1ª manche:
Ore: 9:45 (UTC+1)

Pista: Suvretta

Partenza: 2220 m s.l.m., arrivo: 2030 m s.l.m.

Dislivello: 190 m

Tracciatore: C. Mitter (Norvegia)
2ª manche:
Ore: 13:00 (UTC+1)

Pista: Suvretta

Partenza: 2220 m s.l.m., arrivo: 2030 m s.l.m.

Dislivello: 190 m

Tracciatore: Stefano Costazza (Italia)

#### Combinata
| Pos. | Atleta                  | Nazione  | Tempo   |
| ---- | ----------------------- | -------- | ------- |
| 1    | Luca Aerni              | Svizzera | 2:26,33 |
| 2    | Marcel Hirscher         | Austria  | 2:26,34 |
| 3    | Mauro Caviezel          | Svizzera | 2:26,39 |
| 4    | Aleksander Aamodt Kilde | Norvegia | 2:26,73 |
| 4    | Dominik Paris           | Italia   | 2:26,73 |
| 6    | Justin Murisier         | Svizzera | 2:26,82 |
| 7    | Carlo Janka             | Svizzera | 2:27,01 |
| 8    | Vincent Kriechmayr      | Austria  | 2:27,08 |
| 9    | Adrien Théaux           | Francia  | 2:27,10 |
| 10   | Alexis Pinturault       | Francia  | 2:27,19 |

Data: lunedì 13 febbraio 2017

1ª manche:
Ore: 10:00 (UTC+1) 

Pista: Corviglia

Partenza: 2745 m s.l.m.; arrivo 2040 m s.l.m. 

Lunghezza: 2920 m; dislivello: 705 m 

Tracciatore: Hannes Trinkl (FIS)
2ª manche:
Ore: 13:00 (UTC+1) 

Pista: Suvretta

Partenza: 2220 m s.l.m.; arrivo 2040 m s.l.m. 

Dislivello: 180 m 

Pendenza massima: 

Tracciatore: Joerg Roten (Svizzera)

### Donne

#### Discesa libera
| Pos. | Atleta             | Nazione       | Tempo   |
| ---- | ------------------ | ------------- | ------- |
| 1    | Ilka Štuhec        | Slovenia      | 1:32,85 |
| 2    | Stephanie Venier   | Austria       | 1:33.25 |
| 3    | Lindsey Vonn       | Stati Uniti   | 1:33,30 |
| 4    | Sofia Goggia       | Italia        | 1:33,37 |
| 5    | Laurenne Ross      | Stati Uniti   | 1:33,57 |
| 6    | Christine Scheyer  | Austria       | 1:33,79 |
| 7    | Fabienne Suter     | Svizzera      | 1:33,88 |
| 8    | Michelle Gisin     | Svizzera      | 1:33,89 |
| 9    | Ramona Siebenhofer | Austria       | 1:33,97 |
| 10   | Tina Weirather     | Liechtenstein | 1:34,03 |

Data: domenica 12 febbraio 2017

Ore: 11.15 (UTC+1)

Pista: Engiadina

Partenza: 2.745 m s.l.m.; arrivo: 2.040 m s.l.m.

Lunghezza: 2.633 m; dislivello: 705 m

Pendenza massima:

Tracciatore: Jean-Philippe Vulliet (FIS)

#### Supergigante
| Pos. | Atleta              | Nazione       | Tempo   |
| ---- | ------------------- | ------------- | ------- |
| 1    | Nicole Schmidhofer  | Austria       | 1:21,34 |
| 2    | Tina Weirather      | Liechtenstein | 1:21,67 |
| 3    | Lara Gut            | Svizzera      | 1:21,70 |
| 4    | Viktoria Rebensburg | Germania      | 1:21,87 |
| 5    | Elena Curtoni       | Italia        | 1:21,89 |
| 6    | Ragnhild Mowinckel  | Norvegia      | 1:22,03 |
| 7    | Stephanie Venier    | Austria       | 1:22,11 |
| 8    | Federica Brignone   | Italia        | 1:22,18 |
| 8    | Tessa Worley        | Francia       | 1:22,18 |
| 10   | Sofia Goggia        | Italia        | 1:22,25 |

Data: martedì 7 febbraio 2017

Ore: 12.00 (UTC+1)

Pista: Corviglia

Partenza: 2.590 m s.l.m.; arrivo: 2.040 m s.l.m.

Lunghezza: 2.059 m; dislivello: 550 m

Pendenza massima:

Tracciatore: Alberto Ghezze (Italia)

#### Slalom gigante
| Pos. | Atleta            | Nazione     | Tempo   |
| ---- | ----------------- | ----------- | ------- |
| 1    | Tessa Worley      | Francia     | 2:05,55 |
| 2    | Mikaela Shiffrin  | Stati Uniti | 2:05,89 |
| 3    | Sofia Goggia      | Italia      | 2:06,29 |
| 4    | Federica Brignone | Italia      | 2:06,47 |
| 5    | Stephanie Brunner | Austria     | 2:06,85 |
| 6    | Manuela Mölgg     | Italia      | 2:06,88 |
| 7    | Ana Drev          | Slovenia    | 2:07,36 |
| 8    | Petra Vlhová      | Slovacchia  | 2:07,50 |
| 9    | Sara Hector       | Svezia      | 2:07,51 |
| 10   | Nina Løseth       | Norvegia    | 2:07,52 |

Data: giovedì 16 febbraio 2017

1ª manche:
Ore: 9:45 (UTC+1)

Pista: Corviglia

Partenza: 2385 m, Arrivo: 2030 m
 
Dislivello: 355 m

Pendenza massima:

Tracciatore: M. Tatschl (Austria)
2ª manche:
Ore: 13:00 (UTC+1)

Pista: Corviglia

Partenza: 2385 m, Arrivo: 2030 m
 
Dislivello: 355 m

Pendenza massima:

Tracciatore: M. Gamper (Canada)

#### Slalom speciale
| Pos. | Atleta               | Nazione     | Tempo   |
| ---- | -------------------- | ----------- | ------- |
| 1    | Mikaela Shiffrin     | Stati Uniti | 1:37,27 |
| 2    | Wendy Holdener       | Svizzera    | 1:38,91 |
| 3    | Frida Hansdotter     | Svezia      | 1:39,02 |
| 4    | Petra Vlhová         | Slovacchia  | 1:39,16 |
| 5    | Šárka Záhrobská      | Rep. Ceca   | 1:39,32 |
| 6    | Michaela Kirchgasser | Austria     | 1:39,49 |
| 7    | Ana Bucik            | Slovenia    | 1:39,89 |
| 8    | Emelie Wikström      | Svezia      | 1:40,20 |
| 9    | Denise Feierabend    | Svizzera    | 1:40,23 |
| 10   | Bernadette Schild    | Austria     | 1:40,24 |

Data: sabato 18 febbraio 2017

1ª manche:
Ore: 9:45 (UTC+1)

Pista: Suvretta

Partenza: 2220 m; Arrivo: 2030 m
 
Dislivello: 190 m

Pendenza massima:

Tracciatore: K. Mayrhofer (Repubblica Ceca)
2ª manche:
Ore: 13:00 (UTC+1)

Pista: Suvretta

Partenza: 2220 m; Arrivo: 2030 m
 
Dislivello: 190 m

Pendenza massima:

Tracciatore: M. Day (Stati Uniti)

#### Combinata
| Pos. | Atleta               | Nazione     | Tempo   |
| ---- | -------------------- | ----------- | ------- |
| 1    | Wendy Holdener       | Svizzera    | 1:58,88 |
| 2    | Michelle Gisin       | Svizzera    | 1:58,93 |
| 3    | Michaela Kirchgasser | Austria     | 1:59,26 |
| 4    | Denise Feierabend    | Svizzera    | 1:59,70 |
| 5    | Lindsey Vonn         | Stati Uniti | 1:59,73 |
| 6    | Marie-Michèle Gagnon | Canada      | 2:00,15 |
| 7    | Federica Brignone    | Italia      | 2:00,26 |
| 8    | Maruša Ferk          | Slovenia    | 2:00,72 |
| 9    | Ricarda Haaser       | Austria     | 2:00,81 |
| 10   | Ragnhild Mowinckel   | Norvegia    | 2:00,84 |

Data: venerdì 10 febbraio 2017

1ª manche:
Ore: 10.00 (UTC+1)

Pista: Engiadina

Partenza: 2.590 m s.l.m.; arrivo: 2.040 m s.l.m.

Lunghezza: 2.059 m; dislivello: 550 m

Pendenza massima:

Tracciatore: Jean-Philippe Vulliet
2ª manche:
Ore: 13.00 (UTC+1)

Pista: Corviglia

Partenza: 2.210 m s.l.m.; arrivo: 2.030 m s.l.m.

Dislivello: 180 m

Pendenza massima:

Tracciatore: Chris Knight (Stati Uniti)

### Misto
| Pos. | Nazione    | Atleti                                                                                             |
| ---- | ---------- | -------------------------------------------------------------------------------------------------- |
| 1    | Francia    | Adeline Baud Mathieu Faivre Alexis Pinturault Tessa Worley Julien Lizeroux Nastasia Noens          |
| 2    | Slovacchia | Matej Falat Petra Vlhová Andreas Žampa Veronika Zuzulová Tereza Jančová Adam Žampa                 |
| 3    | Svezia     | Frida Hansdotter Mattias Hargin André Myhrer Maria Pietilä Holmner Gustav Lundbäck Emelie Wikström |

Data: martedì 14 febbraio 2017

Ore: 12.00 (UTC+1)

#### Torneo
La gara a squadre consiste in una competizione di slalom parallelo tra rappresentative nazionali composte da quattro atleti, due sciatori e due sciatrici, che si affrontano a due a due sul percorso di gara. Ai vincitori spetta un punto; in caso entrambe le squadre ottengano due punti, passa il turno la squadra che ha ottenuto il miglior tempo stabilito sommando le migliori prestazioni maschili e femminili.
|  | Ottavi di finale | Ottavi di finale |            |       | Quarti di finale          | Quarti di finale          |  |  | Semifinali | Semifinali |  |  | Finale | Finale |
|  |                  |                  |            |       |                           |                           |  |  |            |            |  |  |        |        |
|  |                  |                  |            |       |                           |                           |  |  |            |            |  |  |        |        |
|  |                  |                  |            |       |                           |                           |  |  |            |            |  |  |        |        |
|  | Austria          | 3                |            |       |                           |                           |  |  |            |            |  |  |        |        |
|  | Austria          | 3                |            |       |                           |                           |  |  |            |            |  |  |        |        |
|  | Belgio           | 1                |            |       |                           |                           |  |  |            |            |  |  |        |        |
|  | Belgio           | 1                | Austria    | 1     |                           |                           |  |  |            |            |  |  |        |        |
|  |                  |                  | Austria    | 1     |                           |                           |  |  |            |            |  |  |        |        |
|  |                  | Svezia           | 4          |       |                           |                           |  |  |            |            |  |  |        |        |
|  | Svezia           | Svezia           | 4          | 4     |                           |                           |  |  |            |            |  |  |        |        |
|  | Svezia           |                  |            | 4     |                           |                           |  |  |            |            |  |  |        |        |
|  | Slovenia         | 0                |            |       |                           |                           |  |  |            |            |  |  |        |        |
|  | Slovenia         | 0                | Svezia     | 2     |                           |                           |  |  |            |            |  |  |        |        |
|  |                  |                  | Svezia     | 2     |                           |                           |  |  |            |            |  |  |        |        |
|  |                  | Francia          | 2 + 1      |       |                           |                           |  |  |            |            |  |  |        |        |
|  | Norvegia         | Francia          | 2 + 1      | 3     |                           |                           |  |  |            |            |  |  |        |        |
|  | Norvegia         |                  |            | 3     |                           |                           |  |  |            |            |  |  |        |        |
|  | Rep. Ceca        | 1                |            |       |                           |                           |  |  |            |            |  |  |        |        |
|  | Rep. Ceca        | 1                | Norvegia   | 1     |                           |                           |  |  |            |            |  |  |        |        |
|  |                  |                  | Norvegia   | 1     |                           |                           |  |  |            |            |  |  |        |        |
|  |                  | Francia          | 3          |       |                           |                           |  |  |            |            |  |  |        |        |
|  | Francia          | Francia          | 3          | 3     |                           |                           |  |  |            |            |  |  |        |        |
|  | Francia          |                  |            | 3     |                           |                           |  |  |            |            |  |  |        |        |
|  | Russia           | 1                |            |       |                           |                           |  |  |            |            |  |  |        |        |
|  | Russia           | 1                | Francia    | 2 + 1 |                           |                           |  |  |            |            |  |  |        |        |
|  |                  |                  | Francia    | 2 + 1 |                           |                           |  |  |            |            |  |  |        |        |
|  |                  | Slovacchia       | 2          |       |                           |                           |  |  |            |            |  |  |        |        |
|  | Svizzera         | Slovacchia       | 2          | 4     |                           |                           |  |  |            |            |  |  |        |        |
|  | Svizzera         |                  |            | 4     |                           |                           |  |  |            |            |  |  |        |        |
|  | Croazia          | 0                |            |       |                           |                           |  |  |            |            |  |  |        |        |
|  | Croazia          | 0                | Svizzera   | 2 + 1 |                           |                           |  |  |            |            |  |  |        |        |
|  |                  |                  | Svizzera   | 2 + 1 |                           |                           |  |  |            |            |  |  |        |        |
|  |                  | Canada           | 2          |       |                           |                           |  |  |            |            |  |  |        |        |
|  | Stati Uniti      | Canada           | 2          | 2     |                           |                           |  |  |            |            |  |  |        |        |
|  | Stati Uniti      |                  |            | 2     |                           |                           |  |  |            |            |  |  |        |        |
|  | Canada           | 2 + 1            |            |       |                           |                           |  |  |            |            |  |  |        |        |
|  | Canada           | 2 + 1            | Svizzera   | 2     |                           |                           |  |  |            |            |  |  |        |        |
|  |                  |                  | Svizzera   | 2     |                           |                           |  |  |            |            |  |  |        |        |
|  |                  | Slovacchia       | 2 + 1      |       | Finale per il terzo posto | Finale per il terzo posto |  |  |            |            |  |  |        |        |
|  | Germania         | Slovacchia       | 2 + 1      | 1     | Finale per il terzo posto | Finale per il terzo posto |  |  |            |            |  |  |        |        |
|  | Germania         |                  |            | 1     |                           |                           |  |  |            |            |  |  |        |        |
|  | Slovacchia       | 3                |            |       |                           |                           |  |  |            |            |  |  |        |        |
|  | Slovacchia       | 3                | Slovacchia | 3     | Svezia                    | 3                         |  |  |            |            |  |  |        |        |
|  |                  |                  | Slovacchia | 3     | Svezia                    | 3                         |  |  |            |            |  |  |        |        |
|  |                  | Italia           | 1          |       | Svizzera                  | 1                         |  |  |            |            |  |  |        |        |
|  | Italia           | Italia           | 1          | 4     | Svizzera                  | 1                         |  |  |            |            |  |  |        |        |
|  | Italia           |                  |            | 4     |                           |                           |  |  |            |            |  |  |        |        |
|  | Argentina        | 0                |            |       |                           |                           |  |  |            |            |  |  |        |        |
|  | Argentina        | 0                |            |       |                           |                           |  |  |            |            |  |  |        |        |

## Medagliere per nazioni
| Pos. | Nazione       | Oro | Argento | Bronzo | Totale |
| ---- | ------------- | --- | ------- | ------ | ------ |
| 1    | Austria       | 3   | 4       | 2      | 9      |
| 2    | Svizzera      | 3   | 2       | 2      | 7      |
| 3    | Francia       | 2   | 0       | 0      | 2      |
| 4    | Canada        | 1   | 1       | 1      | 3      |
| 4    | Stati Uniti   | 1   | 1       | 1      | 3      |
| 6    | Slovenia      | 1   | 0       | 0      | 1      |
| 7    | Norvegia      | 0   | 1       | 1      | 2      |
| 8    | Liechtenstein | 0   | 1       | 0      | 1      |
| 8    | Slovacchia    | 0   | 1       | 0      | 1      |
| 10   | Svezia        | 0   | 0       | 2      | 2      |
| 11   | Germania      | 0   | 0       | 1      | 1      |
| 11   | Italia        | 0   | 0       | 1      | 1      |